# Carles Rebassa i Giménez
Carles Rebassa i Giménez   (Palma, 21 d'octubre de 1977) és un poeta català de Mallorca.
Ha publicat Requiescat in pace (1998), juntament amb Pere Perelló; el volum Poezies (2001), amb l'heterònim Bartomeu Matagalhs; Poema B (2006); Els joves i les vídues (2006), obra guardonada amb el Premi Ausiàs March de poesia, i Pluja de foc (2016). La darrera obra publicada és la novel·la Eren ells, que li valgué el Premi Ciutat de Tarragona Pin i Soler de novel·la i el Premi Ciutat de Barcelona de literatura catalana. El 14 de desembre de 2018 va rebre el Premi Carles Riba de poesia per l'obra Sons bruts.
Entre 1998 i 2001 va treballar amb la companyia Mag Teatre en la posada en escena d'obres de Joan Oliver, Josep Palau i Fabre, Blai Bonet, Joan Brossa i Ramon Llull, entre molts altres. Juntament amb el músic Toti Soler, l'any 2004 va presentar Un home reparteix fulls clandestins, espectacle poètic basat en l'obra de Joan Brossa. El 2005, també amb Toti Soler i la cantant Ester Formosa, va crear l'espectacle Deu catalans i un rus.
Ha fet multitud de recitals arreu dels Països Catalans i a l'estranger. Actualment escriu una biografia de la vida i l'obra del poeta Blai Bonet, que es titula Mite i pols de Blai Bonet, i un llibre divulgatiu de l'obra de Joan Brossa, titulat Joan Brossa, ara i aquí.
L'any 2020 va rebre una de les Beques per a la creació literària de la Institució de les Lletres Catalanes pel projecte Divendres, dissabte, diumenge.
Amb l'obra El Caire Formentera guanyà el Premi de poesia Sant Cugat a la memòria de Gabriel Ferrater 2022.

## Obres

### Poesia
- Requiescat in pace (1a part), amb Pere Perelló (Capaltard, 1998)
- Poezies (Capaltard, 2001)
- Poema B (Edicions 96, 2006)
- Els joves i les vídues (Edicions 62, 2006)
- Pluja de foc (Terrícola, 2016)
- Sons bruts (Proa, 2019)
- El Caire Formentera (Edicions 62, 2022)

### Narrativa
- Eren ells (Angle, 2016)

## Premis
- 2006: Premi Ausiàs March de poesia, per Els joves i les vídues
- 2016: Premi Ciutat de Tarragona Pin i Soler de novel·la, per Eren ells
- 2016: Premi Ciutat de Barcelona de literatura catalana, per Eren ells
- 2018: Premi Carles Riba de poesia, per Sons bruts[11]
- 2022: Premi de poesia Sant Cugat a la memòria de Gabriel Ferrater[12]